# Corynoptera subconcinna
Corynoptera subconcinna är en tvåvingeart som beskrevs av Werner Mohrig 1987. Corynoptera subconcinna ingår i släktet Corynoptera och familjen sorgmyggor.
Artens utbredningsområde är Nepal. Inga underarter finns listade i Catalogue of Life.